# Mijaín López
Mijaín López (født 20. august 1982) er en cubansk bryder, der bryder i græsk-romersk stil.
López repræsenterede Cuba ved sommer-OL 2008, hvor han tog guld foran Khasan Baroyev fra Rusland. López var fanebærer under åbningen af sommer-OL 2012 i London.
Under sommer-OL 2020 i Tokyo, som blev afholdt i 2021, vandt han guld.